# Perati
Perati so naselje v Občini Kobarid. Ustanovljeno je bilo leta 1997 iz dela ozemlja naselja Avsa. Leta 2015 je imelo 19 prebivalcev.